# Robin of the Wood
Robin of the Wood — компьютерная игра, разработанная и опубликованная в 1985 году британской компанией Odin Computer Graphics для ZX Spectrum и Commodore 64. Сюжет игры базируется на английской легенде про Робин Гуда: для того чтобы взять участие в соревновании лучников, управляемый игроком Робин должен исследовать большой лабиринт, который состоит из Шервудского леса, подземелья замка Нотингемского шерифа и собственно замка, в процессе поиска он должен найти себе меч, лук и три магические стрелы.

## Отзывы
В рецензии в журнале Crash игра была оценена на 94 % с заключением: «превосходная игра, которая должна прийтись по вкусу всем».